# Valerio Brigante Colonna
Valerio Brigante Colonna Angelini (* 21. April 1925 in Rom) ist ein italienischer Journalist und Diplomat im Ruhestand.
Er ist mit Anna Della Croce di Dojola verheiratet.

## Studium
Er schloss ein Studium der Rechtswissenschaft an der Universität Rom ab.

## Leben
1951 trat er in den auswärtigen Dienst und wurde bis 1953 Vizekonsul in Bengasi in einer Zeit als die staatliche Verfasstheit des vormaligen Italienisch-Libyen bei den Vereinten Nationen geklärt wurde und viele italienische Siedler dort waren.
Er war Gesandtschaftssekretär beziehungsweise Gesandtschaftsrat in Neu-Delhi, Brüssel und Teheran.
Bis 1972 war er Gesandter in Belgrad.
Von 1975 bis 1978 war er Botschafter in Kabul.
Von 1978 bis 1981 war er Botschafter in Bagdad.
1982 war er stellvertretender Generaldirektor im Ministerium für auswärtige Angelegenheiten und internationale Zusammenarbeit (Italien).
Von September 1985 bis April 1990 war er Botschafter in Ottawa.
Er wurde in den Verdienstorden der Italienischen Republik aufgenommen.